# Мікеле Морозіні

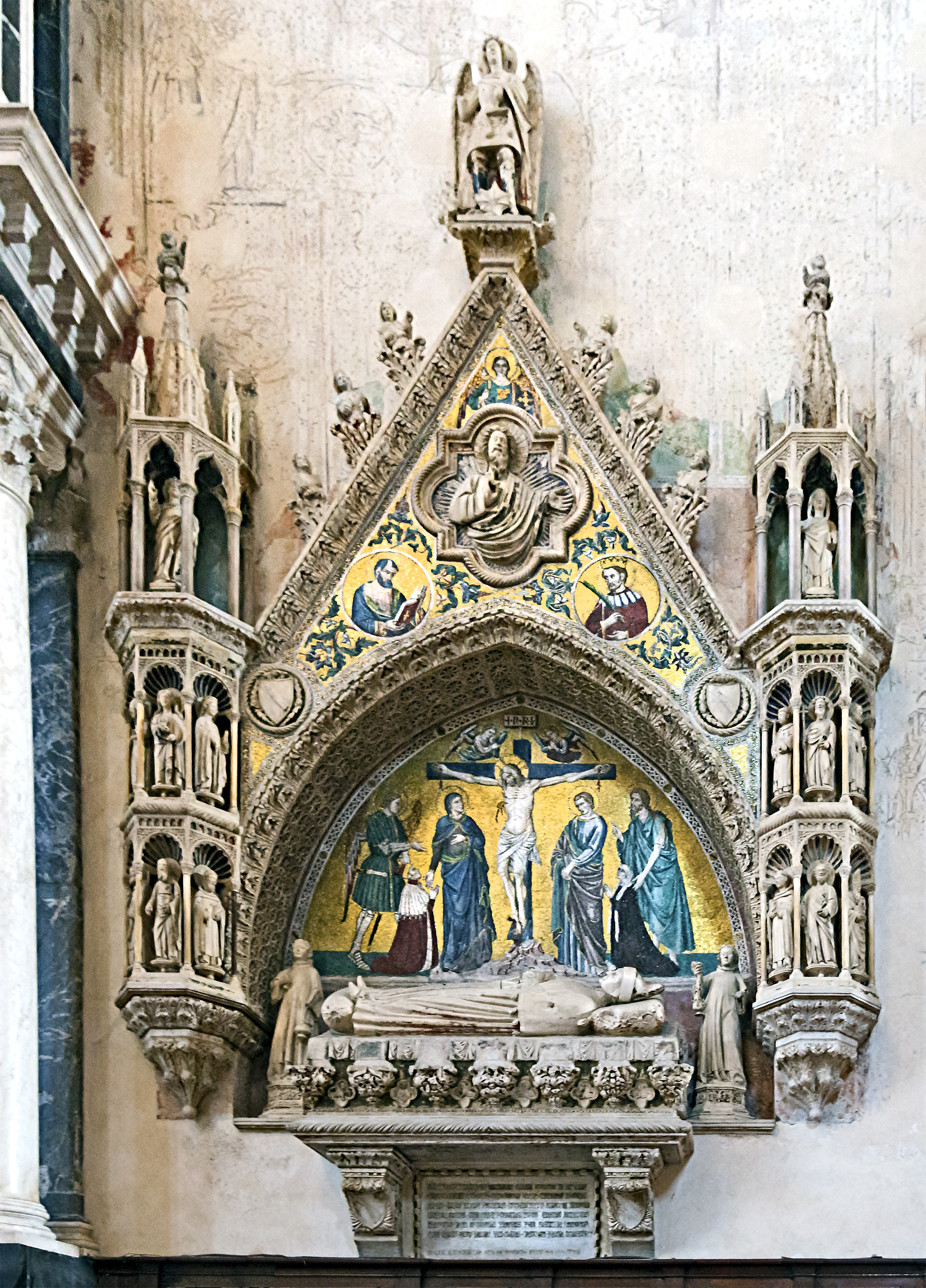
Його могила у Венеції.

Мікеле Морозіні (італ. Michele Morosini) — 61-й венеційський дож з 10 червня до 16 жовтня 1382 року.

## Біографія
Належав до стародавньої патриціанської родини. Син Марино Морозіні. У молодості його було засуджено за зґвалтування. Решту життя до обрання дожем приділяв торгівлі зі Сходом, де досяг значних успіхів, накопичивши величезний статок. Це дозволило йому обійняти посаду верховного прокуратора Святого Марка, але точна дата невідома.
Стосовно його людських якостей хроністів розділилися: одні вказують на його допомогу державі, інші вважають купцем, що був готовий на все задля збагачення. Займаючись спекуляціями, збагатився на нерухомості у важкі часи війни з Генуєю у 1378—1381 роках, ставши власником численних будинків, придбаних за невеликі гроші у скрутний період. Будинки купляв їх за 25 тис. дукатів, які по завершенню війни стали коштувати 100 тис. дукатів. 
Відігравав провідну роль під час укладання Туринського мирного договору з Генуезькою республікою, що завершив 8 серпня 1381 року війну з цією державою.
10 червня 1382 року обирається новим дожем, отримавши 21 голос з 41 в Раді сорока, перемігши Леонардо Дандоло. Намагався протидіяти окупації австрійськими військами міста Трієст, але марно: 7 серпні ті увійшли до міста, а 30 вересня 1382 року мешканці міста принесли присягу герцогу Леопольду III. Вже 16 жовтня того ж року помер від чуми. Його було поховано у церкві Сан-Дзаніполо